# Uroxys dybasi
Uroxys dybasi är en skalbaggsart som beskrevs av Henry Fuller Howden och Young 1981. Uroxys dybasi ingår i släktet Uroxys och familjen bladhorningar. Inga underarter finns listade i Catalogue of Life.